# Honda FCX
Honda FCX Clarity (за деякими даними англ. Fuel Cell eXperimental) — авто з водневим двигуном, перша у світі воднева модель Honda. Випуск нового автомобіля Honda Civic FCX компанією Honda почався у 2007 році. Таким чином, компанія Honda стала першим світовим автовиробником, що почала масовий випуск автомобілів на цілком водневому паливі. Для заправки такого автомобіля Хонда пропонує Домашню енергетичну станцію. Серійна версія дебютувала у 2007 році під назвою Honda FCX Clarity.

## Передісторія

### Прототип 1999 року

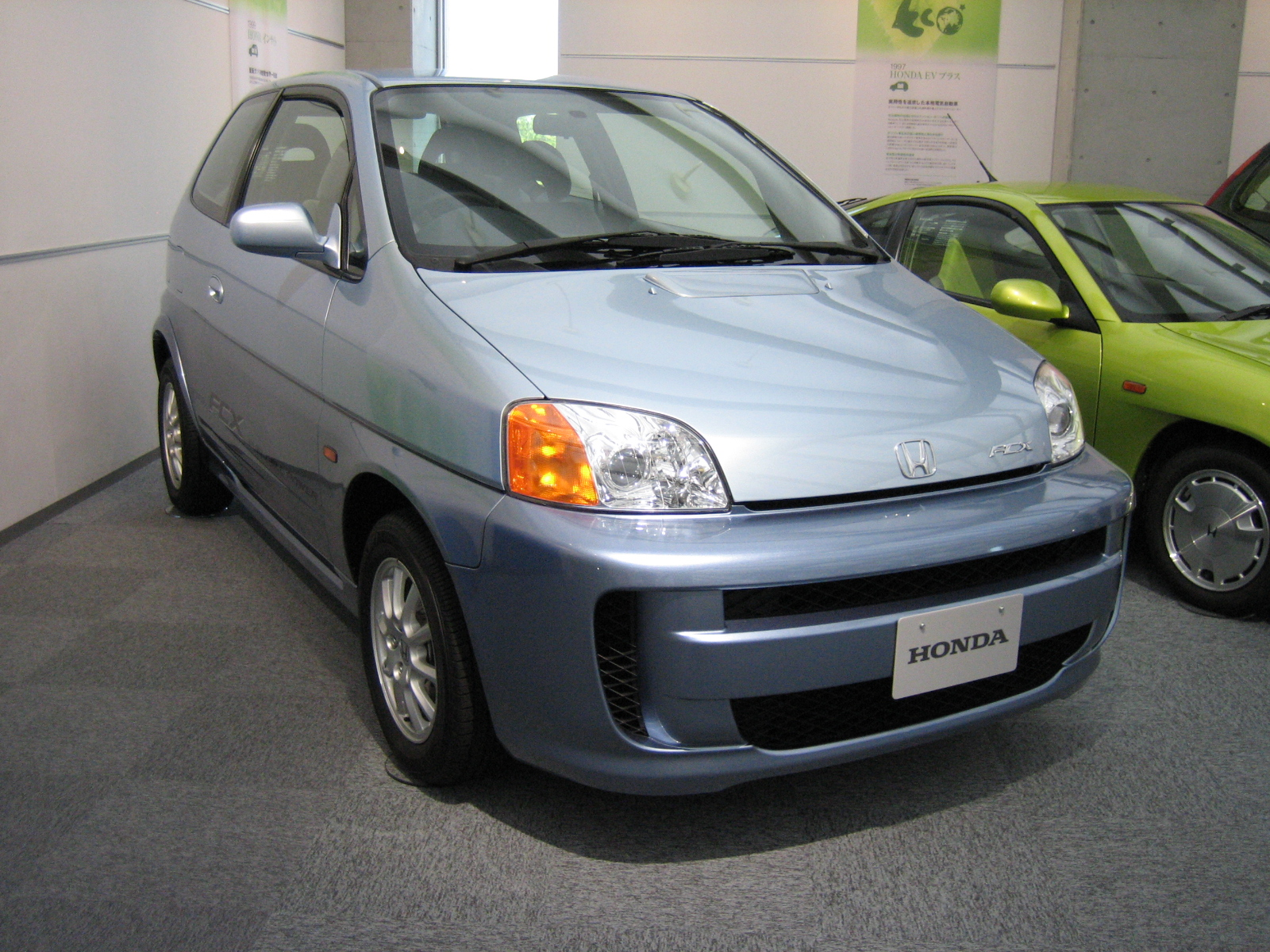
Хонда FCX 2002

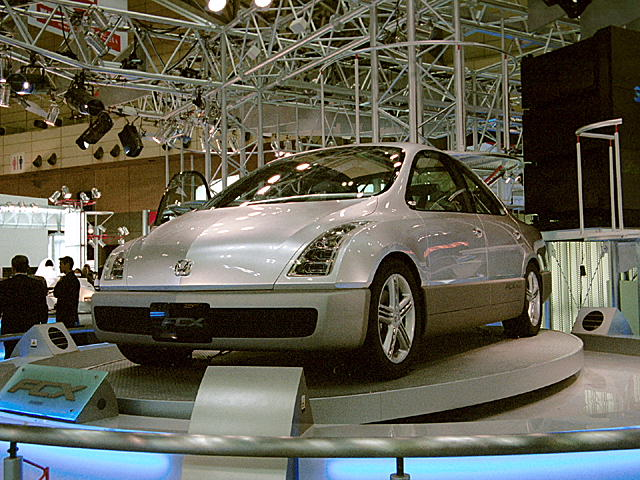
Хонда FCX 1999

Перший прототип FCX було запропоновано в 1999 році. На автомобілі був установлений протоно-обмінний паливний елемент виробництва канадської компанії Ballard Power. Потужність паливного елементу становила 78 кВт. На автомобілі було встановлено електродвигун потужністю 60 кВт (80 к. с.), з моментом 272 Н·м. Дальність пробігу становила 270 км.
Перше авто було надано для випробовувань у Лос-Анджелес в грудні 2002 р.

### Прототип 2005 року

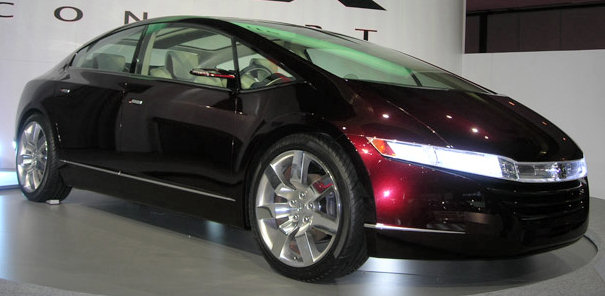
Хонда FCX на Міжнароднодному мото шоу в Куала Лумпур 2006

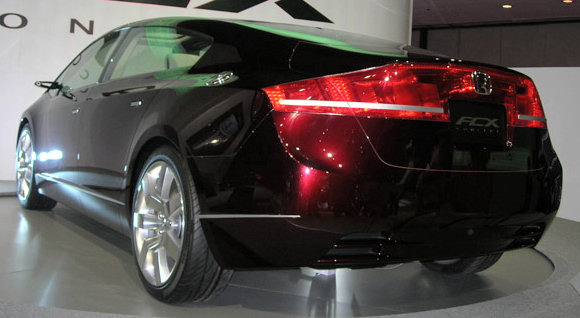
Хонда FCX екстер'єр

На новій версії авто було встановлено баки для зберігання водню ємністю 4 кг водню. Цього достатньо на 300 км пробігу. Пізніше дальність пробігу було збільшено до 330 км.
Електродвигун потужністю 80 кВт. Максимальна швидкість авто 150 км/год. Розгін до 100 км/год — за 11 секунд.
Паливні елементи розроблені компанією Honda і отримали назву Honda FC Stack. Потужність паливних елементів 86 кВт. Холодний запуск при мінус 20 °C.
29 червня 2005 Honda вперше надала авто на водневих паливних елементах у лізинг приватним особам.